# Ulysses Geremia
Ulysses Geremia (Caxias do Sul, 1911-2001) foi um dos mais importantes fotógrafos de Caxias do Sul, Brasil. 
Filho de Giacomo Geremia, também fotógrafo destacado, aprendeu dele o ofício e iniciou seu trabalho profissional no estúdio do pai, o Studio Geremia, na década de 1930. Realizou extensa obra na retratística e na documentação da paisagem urbana e dos principais acontecimentos da cidade até 1999, perto de falecer. Seus trabalhos estão espalhados por todo o estado, e o Arquivo Histórico Municipal João Spadari Adami possui significativa coleção, com cerca de 100 mil negativos.